# Gibeão

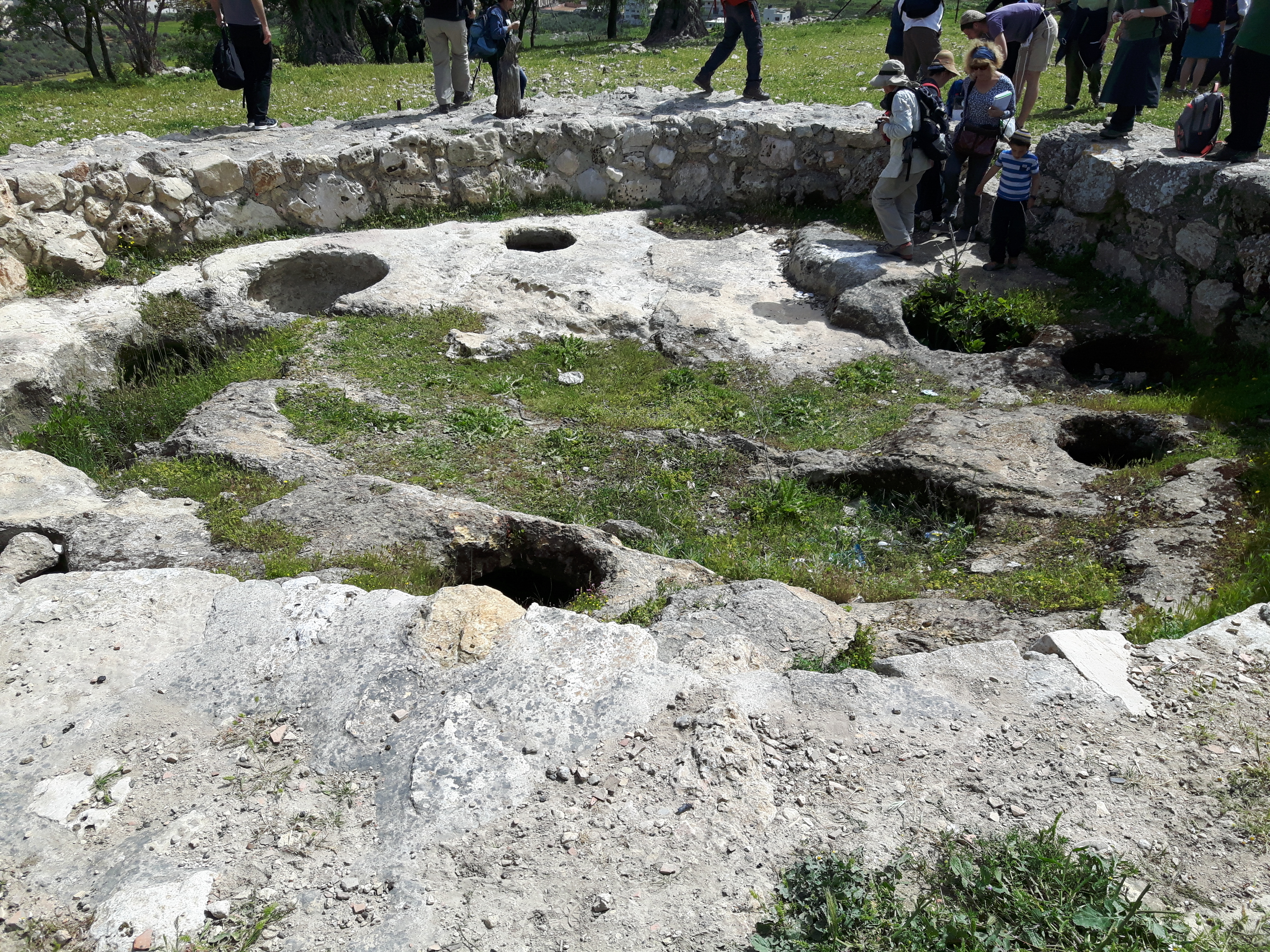
Caves de vinho escavadas na rocha com 2 metros de profundidade

A antiga cidade de Gibeão ou Gibeom (em hebraico: גבעון, hebraico padrão: Giv'on, hebraico tiberiano: Gibon) é hoje relacionada com el-Jib, a uns 9,5 km ao NNO do monte do Templo em Jerusalém. Ali foram encontradas numerosas alças de jarros de barro com o nome Gibeão em caracteres hebraicos antigos. Situada num morro que se eleva uns 60 m acima da planície circunvizinha, o lugar antigo abrange uns 6,5 ha.

## Atualidade
Em anos recentes, este lugar tem sido cenário de escavações arqueológicas. Os escavadores desobstruíram um túnel de 51 m cortado através de rocha sólida. Este túnel era antigamente iluminado por lâmpadas colocadas em nichos em intervalos regulares ao longo das paredes. Este túnel, com sua escadaria de 93 degraus cortada na rocha, conduzia desde um lugar logo dentro de Gibeão a um reservatório escavado numa caverna, alimentado por uma fonte a cerca de 25 m abaixo da muralha da cidade. Isto assegurava aos gibeonitas um suprimento seguro de água mesmo em tempos de sítio. Os escavadores descobriram também um poço ou reservatório redondo, cortado na rocha, com um diâmetro de 11,3 m. Uma escadaria circular, cujos degraus têm a largura aproximada de 1,5 m, leva ao fundo, em sentido horário, beirando o poço. Do fundo do poço, a uma profundidade de 10,8 m, os degraus prosseguem por 13,6 m através duma galeria até a câmara da água. Não se tem certeza se este poço, ou reservatório, deve ser identificado com o bíblico “reservatório de água de Gibeão”.

## História Bíblica
No tempo de Josué, Gibeão era habitada pelos heveus, uma das 17 nações cananéias destinadas à destruição. Os gibeonitas também eram chamados amorreus, visto que este nome às vezes parece ter sido aplicado de modo geral a todos os cananeus. Dessemelhantes dos outros cananeus, os gibeonitas se deram conta de que, apesar da sua força militar e da grandiosidade da sua cidade, sua resistência fracassaria porque Jeová, Deus estava lutando por Israel. Assim, depois da destruição de Jericó e de Ai, os homens de Gibeão, evidentemente representando também as outras três cidades hevéias de Quefira, Beerote e Quiriate-Jearim, enviaram uma delegação a Josué em Gilgal, pedindo paz. Os embaixadores gibeonitas — trajados de roupas e sandálias gastas, e trazendo odres de vinho rebentados, sacos estragados, e pão ressequido e em migalhas — apresentaram-se como vindo de uma terra distante, portanto, não estando no caminho das conquistas de Israel. Reconheceram a mão de Jeová, Deus por detrás do que antes havia acontecido ao Egito e aos reis amorreus, Seon e Ogue. Mas, sabiamente, não fizeram menção do que acontecera a Jericó e a Ai, visto que a notícia disso não poderia ter chegado ainda à sua “terra muito distante” antes da sua suposta partida. Os representantes de Israel examinaram e aceitaram a evidência, e fizeram com eles um pacto para deixá-los viver.
Pouco depois, o ardil foi descoberto. Mas o pacto continuou em vigor; rompê-lo teria lançado dúvida sobre a fidedignidade de Israel e causado desprezo pelo nome de Deus entre as outras nações. Quando Josué expôs a astúcia dos gibeonitas, eles novamente reconheceram que Jeová lidava com Israel e então se colocaram à mercê dele, dizendo: “Agora, eis que estamos na tua mão. O que for bom e direito aos teus olhos fazer conosco, faze.” Foram então feitos ajuntadores de lenha e tiradores de água para a assembléia e para o altar de Jeová.
Embora Josué e os outros maiorais tivessem sido enganados para fazer um pacto com os gibeonitas, isto, evidentemente, estava em harmonia com a vontade de Jeová. Uma prova disso se vê no fato de que, quando cinco reis amorreus procuraram destruir os gibeonitas, Jeová abençoou a operação de socorro de Israel; ele até mesmo lançou grandes pedras de saraiva sobre o adversário e prolongou milagrosamente a luz do dia para a batalha. Também, os gibeonitas, tanto ao procurarem fazer um pacto de paz com Israel como por apelarem a Josué para ajudá-los quando ameaçados, manifestaram fé na capacidade de Jeová, de cumprir sua palavra e de realizar a libertação, algo pelo qual Raabe, de Jericó, foi elogiada e que resultou na preservação da sua vida e na da sua família. Além disso, os gibeonitas tinham um temor sadio do Deus de Israel.
Sob o Controle de Israel. Depois disso, Gibeão passou a ser uma das cidades do território de Benjamim, designadas aos sacerdotes arônicos.  O benjamita Jeiel, pelo que parece, ‘tornou-se pai’, ou fundador, duma casa ali. Um dos poderosos de Davi, Ismaías, era gibeonita, e o falso profeta Hananias, contemporâneo de Jeremias, procedia de Gibeão.
No século XI a.C., Gibeão e sua vizinhança presenciaram um conflito entre o exército de Is-Bosete, sob o comando de Abner, e o de Davi, sob a chefia de Joabe. Inicialmente, sem dúvida para resolver a questão de quem deveria ser rei sobre todo o Israel, travou-se um combate entre 12 homens de cada lado. Mas este nada resolveu, pois cada guerreiro atravessou seu oponente com a espada, de modo que pereceram todos os 24. Depois disso, irrompeu um feroz combate, perdendo Abner 18 vezes mais homens do que Joabe. Ao todo, houve 380 baixas, incluindo o irmão de Joabe, Asael, morto por Abner. Em vingança, por causa de Asael, Joabe assassinou depois Abner. Algum tempo depois, perto da pedra grande em Gibeão, Joabe também matou seu próprio primo, Amasa, sobrinho de Davi, a quem Davi designara como chefe do exército.
No decorrer dos séculos, os gibeonitas originais continuaram a existir como povo, embora o Rei Saul tramasse destruí-los. Os gibeonitas, porém, esperaram pacientemente que Jeová, Deus revelasse a injustiça. Ele fez isso por meio duma fome de três anos no reinado de Davi (ll Sm 21.1-14). Ao indagar de Jeová e ficar sabendo que estava envolvida culpa de sangue, Davi entrevistou os gibeonitas para saber o que devia ser feito para se fazer expiação. Os gibeonitas responderam corretamente que não era uma “questão de prata ou de ouro”, porque, segundo a Lei, não se podia aceitar nenhum resgate por um assassino. Reconheceram também que não podiam matar um homem sem autorização legal. Portanto, foi só depois de indagações adicionais feitas por Davi que solicitaram que sete “filhos” de Saul lhes fossem entregues. Serem tanto Saul como sua casa culpados de sangue sugere que, embora Saul provavelmente tomasse a dianteira na ação assassina, os “filhos” de Saul talvez participassem nela direta ou indiretamente. Neste caso, não se trataria de filhos morrerem pelos pecados de seus pais, mas envolveria a administração de justiça retributiva, em harmonia com a lei de “alma por alma”.
Durante a vida de Davi, o tabernáculo foi transferido para Gibeão. Foi ali que Salomão ofereceu sacrifícios logo cedo no seu reinado. Foi também em Gibeão que Jeová lhe apareceu num sonho, convidando-o a solicitar qualquer coisa que desejasse.
Anos depois, o profeta Isaías, ao predizer o ato estranho e a obra incomum de Jeová, de se levantar contra o seu próprio povo, compara isso ao que aconteceu na baixada de Gibeão. Provavelmente, a alusão é à vitória sobre os filisteus, que Deus concedeu a Davi, se não for também à derrota bem anterior da liga amorréia, no tempo de Josué. A profecia teve cumprimento em 607 AEC, quando Jeová permitiu que os babilônios destruíssem Jerusalém e seu templo.
Em Mispá, não muito depois da predita destruição, Ismael assassinou Gedalias, o governador designado por Nabucodonosor II, rei de Babilônia. O assassino e seus homens também levaram cativas as pessoas remanescentes em Mispá. Mas Joanã, acompanhado de seus homens, alcançou Ismael, junto às abundantes águas de Gibeão, e recuperou os cativos.
Homens de Gibeão estavam entre aqueles que retornaram do exílio em Babilônia, em 537 a.C., e certos deles participaram mais tarde na reconstrução da muralha de Jerusalém.